# Französischer Garten (Celle)

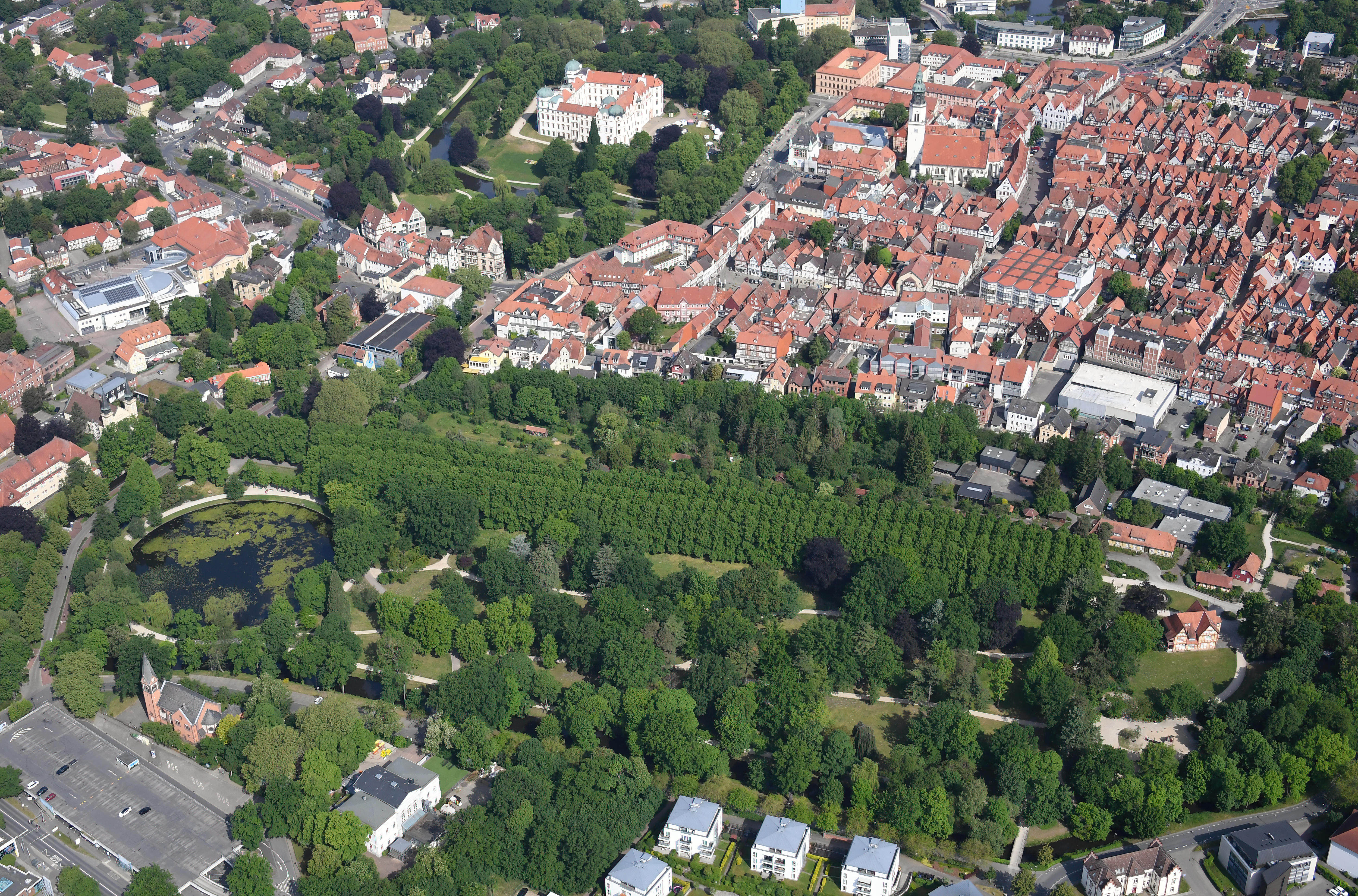
Der Französische Garten aus der Luft gesehen

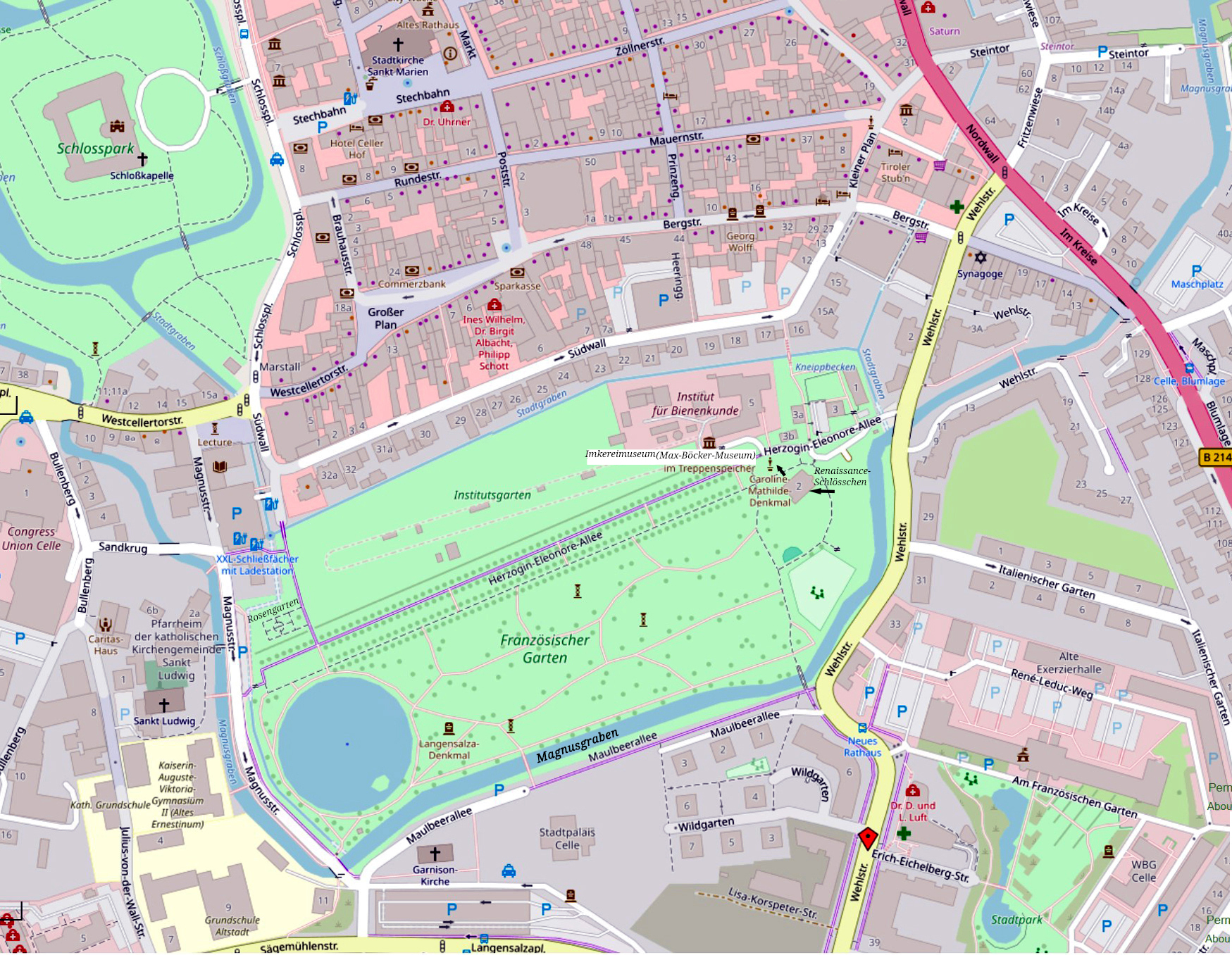
Übersichtsplan

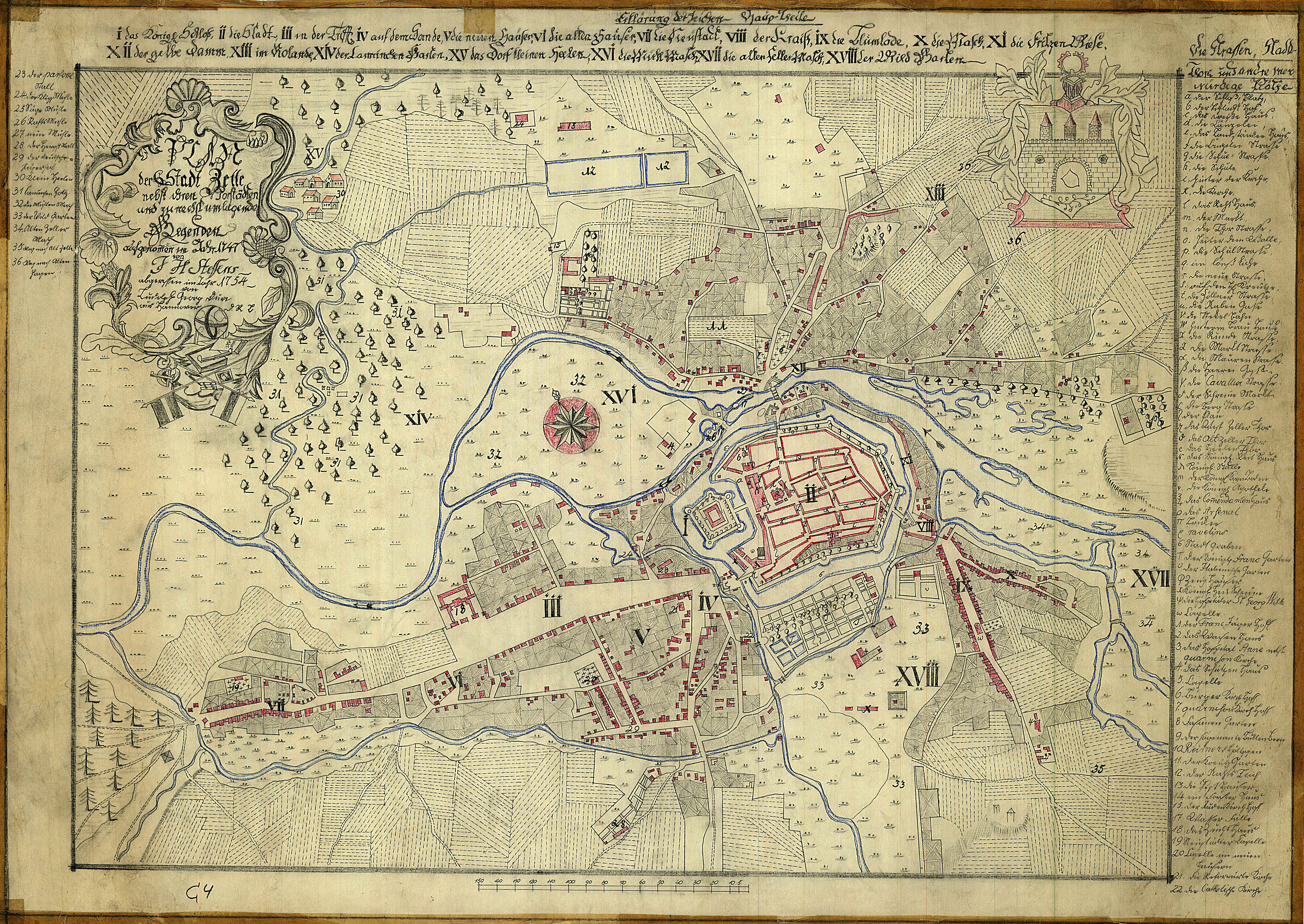
Celle 1754, unterhalb der Altstadt „II“, der Französische Garten

Der Französische Garten in Celle ist ein historischer öffentlicher Park im Süden der Celler Altstadt. Er ist im Denkmalverzeichnis der Stadt Celle gelistet und als Baudenkmal gemäß Niedersächsischem Denkmalschutzgesetz (NDschG) geschützt.

## Beschreibung der Anlage

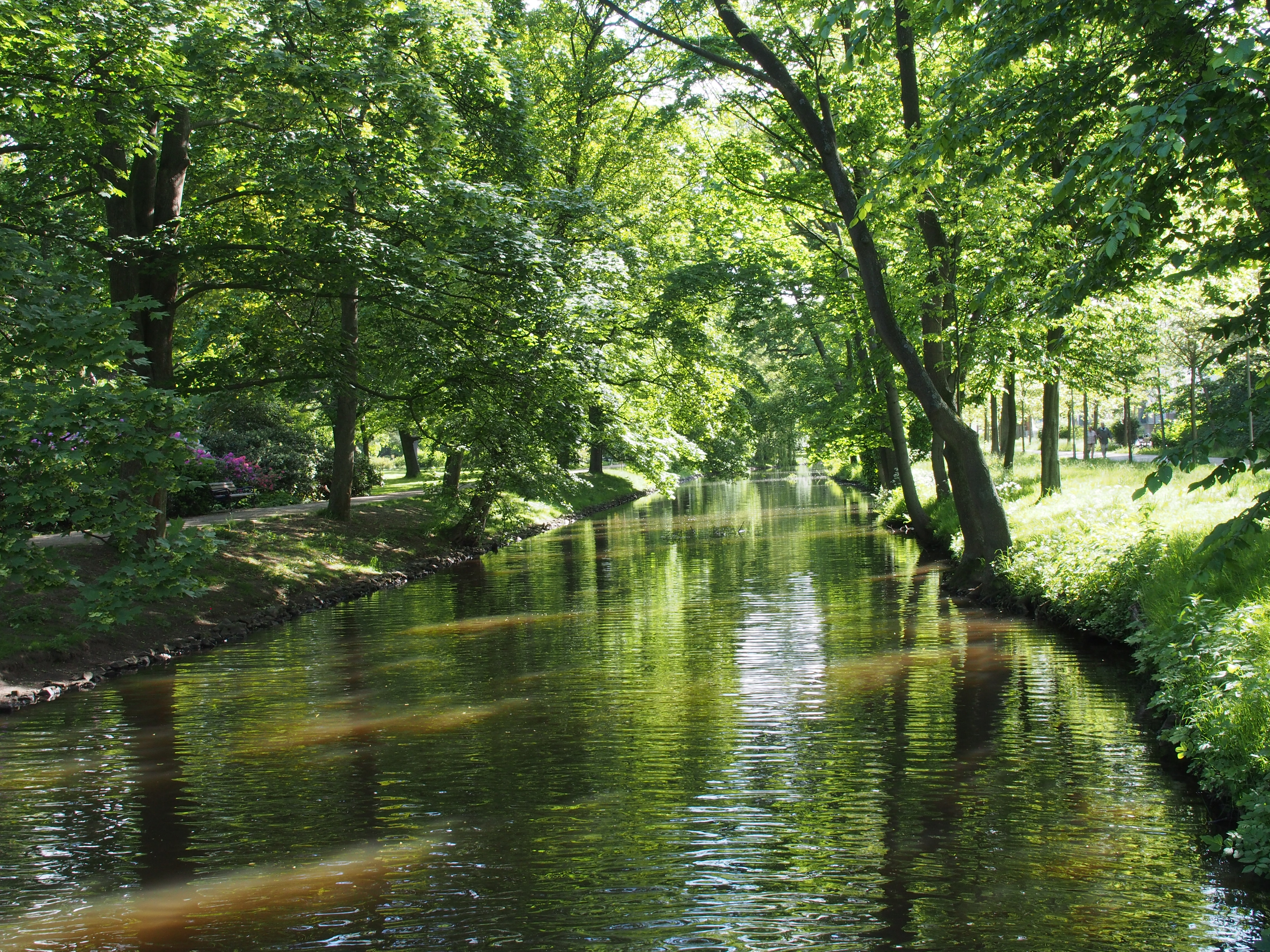
Magnusgraben

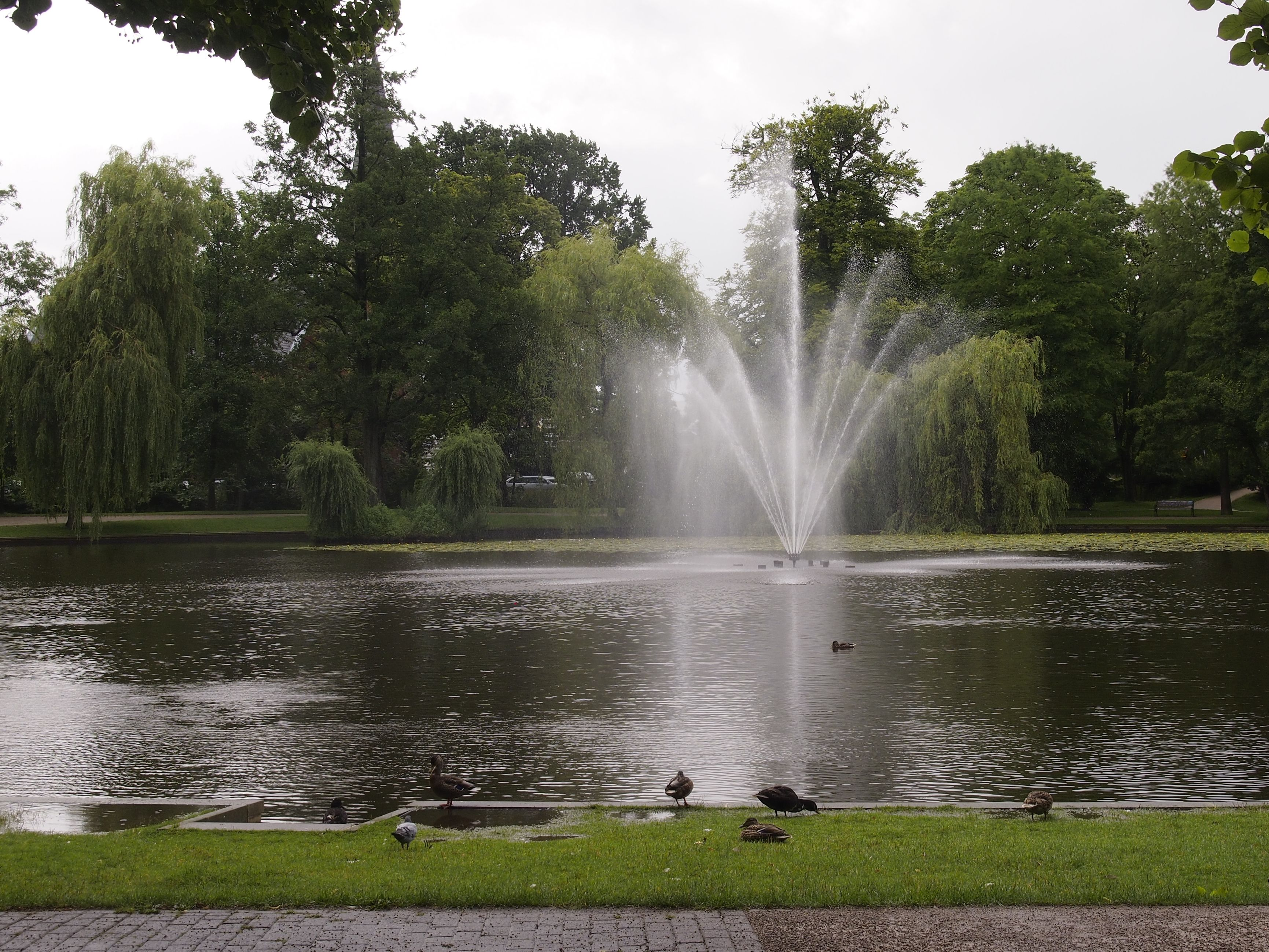
Wasserfontäne

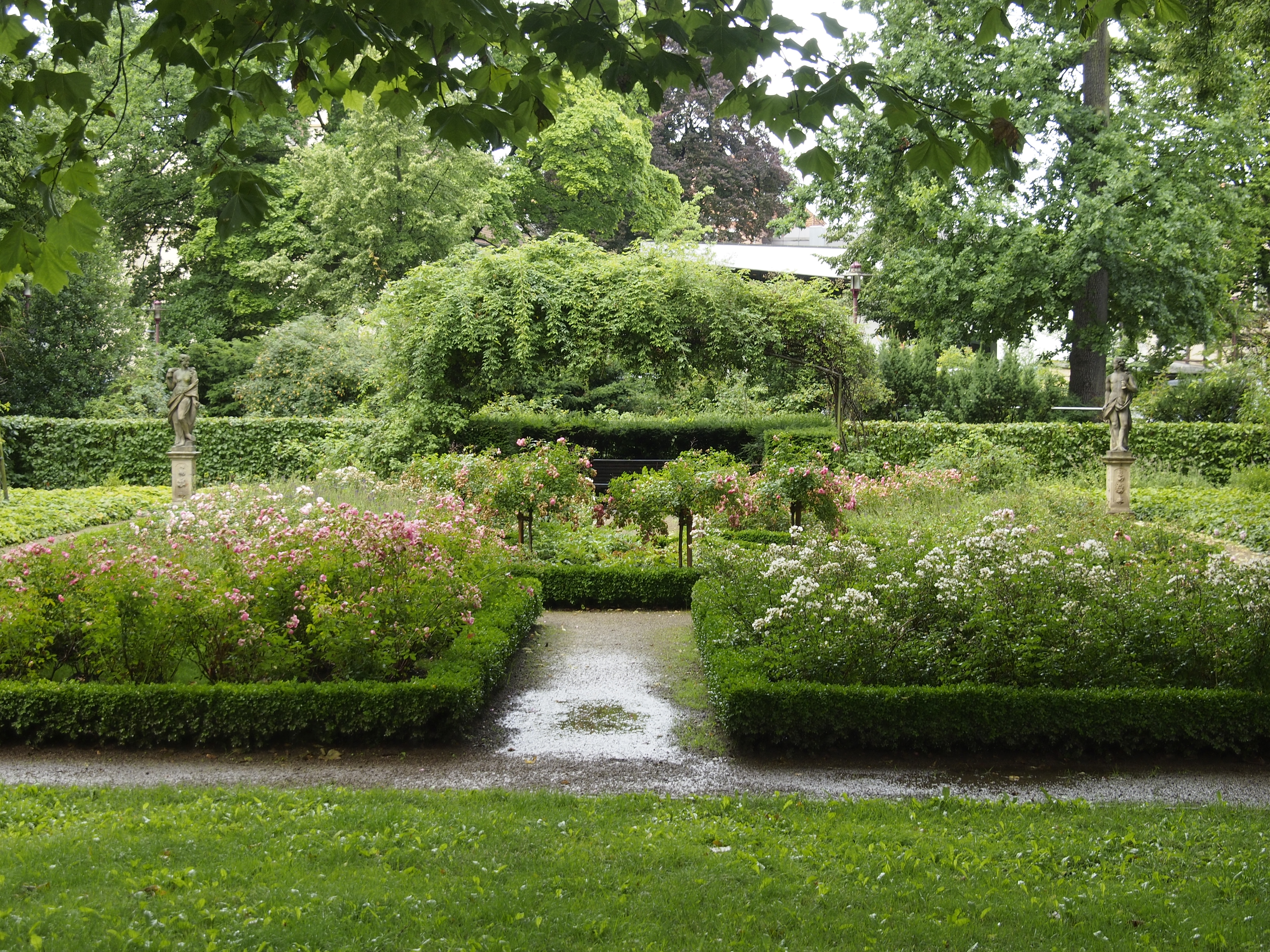
Barocker Rosengarten

An der Nordseite begrenzt die Herzogin-Eleonore-Allee, eine etwa 330 m lange, vierreihige Lindenallee den Park. Im Süden bildet eine Maulbeerbaum-Allee die Grenze des Gartens. Am äußersten Ost- und Südrand verläuft der Magnusgraben, der nach Herzog Magnus benannt ist. Der Wassergraben wurde 1370 als Teil der Stadtbefestigung Celle angelegt. Das Gewässer wird östlich von Celle bei der „Ziegeninsel“ von der Aller abgeleitet, umfließt den südlichen Teil der Altstadt von Celle und mündet in der Nähe des Celler Hafens wieder in die Aller. Er speist sowohl den großen Teich im Park als über den Stadtgraben auch den Schlossgraben von Schloss Celle mit Wasser.
Der kreisrunde Teich am Westrand der Parkanlage wird in dieser Form erstmals 1770 abgebildet. Vorher waren hier vier rechteckige Teiche. Er hat einen Durchmesser von 95 m, einen Umfang von rund 300 m, eine Wassertiefe von 80 cm bis 1,60 m und eine Wasserfläche von 7.000 m². Auf einer kleinen Insel stehen zwei alte Trauerweiden. In der Mitte des Teiches befindet sich eine mehrstrahlige Fontäne, die abends beleuchtet wird.
Vor dem Teich ist ein in sich geschlossener Teil als Rosengarten angelegt, der in seiner Form noch an die einstige Gestaltung als Barockgarten erinnert.
Im Ostteil der Gartenanlage stehen das 1611 erbaute Renaissance-Schlösschen, eine Freilichtbühne und das von Adam Friedrich Oeser 1784 aus Crottendorfer Marmor gestaltete Denkmal der nach Celle verbannten Dänenkönigin Caroline Mathilde.
Weiter umfasst die Parkanlage geschwungene Wege, Blumenbeete, große Rasenflächen, Baum- und Buschgruppen, Skulpturen und Denkmale.
Der nördliche Teil des Parkgeländes wurde 1927 abgeteilt. Hier befindet sich das Institut für Bienenkunde Celle des Niedersächsischen Landesamtes für Verbraucherschutz und Lebensmittelsicherheit (LAVES), und der mehr als 20.000 m² große Institutsgarten mit diversen bienenfreundlichen Pflanzen, Bäumen  und Sträuchern, einer Königinnenzucht und anderem Imkereibedarf.
1931 wurde dort in einem alten Treppenspeicher von 1607 (der ursprünglich in Paulmannshavekost stand und 1931 hierher versetzt wurde) ein Imkereimuseum eingerichtet. Es erhielt den Namen „Max-Böcker-Museum“, nach einem ehemaligen Lehrer und Volkskundler aus Eschede (* 1883; † 1945), dessen die von ihm zusammengetragenen Imkereigeräte den Grundbestandteil dieses Museums bildeten.

## Geschichte
Bereits zu Beginn des 17. Jahrhunderts existierte hier ein Lustgarten. Herzog Christian ließ 1611 im Stil der Renaissance-Fachwerkbauweise das heute noch vorhandene „Schlösschen“ errichten. Ursprünglich war dieses Haus die Wohnung der Hofgärtner. Heute wird es als Kindertagesstätte genutzt.
Ab 1670 wurde auf Veranlassung von Eleonore d’Olbreuse, der Gattin von Herzog Georg Wilhelm, der französische Gärtner Henri Péronnet († 1690) mit der Gestaltung des Gartens beauftragt. Von 1690 bis 1701 war René Dahuron, ebenfalls ein Franzose, verantwortlich. Wahrscheinlich wurde nach deren Herkunftsland die Gartenanlage in „Französischer Garten“ umbenannt. In der Zeit von 1695 bis 1696 wurde auch erstmals vierreihige Lindenallee angelegt, die mit der Pflanzung von 224 Holländischen Linden 1951–1953 vollständig erneuert wurde.
Ab 1713 war der Gartenkünstler Ernst August Charbonnier für den französischen Garten angestellt.
Das jetzige Erscheinungsbild, nicht mehr das eines französischen Gartens, sondern das eines englischen Landschaftsparks, geht auf Caroline Mathilde, die aus Dänemark verbannte, geschiedene Königin, die 1772–1775 in Celle lebte, zurück. Nach ihrem Tod wurde die Pflege des Gartens zeitweise vernachlässigt. So verschwand 1801 das kleine Sommerhäuschen, das sie am Teichufer hatte errichten lassen.
Ab Mitte des 19. Jahrhunderts bekam die Anlage unter der Regie des Oberhofmarschalls Carl Ernst von Malortie nach Plänen des Garteninspektors Franz Christian Schaumburg ihre heutige Gestalt.
Anfang des 20. Jahrhunderts legte der Garteninspektor Otto von Boehn den Rosengarten an, der 1996 erneuert wurde.
1924 wurde im Osten des Geländes ein Kinderspielplatz und 1957 die Freilichtbühne vor dem Schlösschen angelegt. Die Ulmen am Magnusgraben wurden 1933 durch Ahornbäume ersetzt.
Die Maulbeerbaum-Allee wurde 2002 neu gepflanzt. Sie soll an die ursprünglich südlich des Parks gelegene Maulbeerbaum-Plantage erinnern, die zur Seidenraupen-Zucht angelegt war.
Überregionale Bekanntheit erreichte der Garten im Jahre 2019 nach Tötung geschützter Maulwürfe.

Französischer Garten Celle
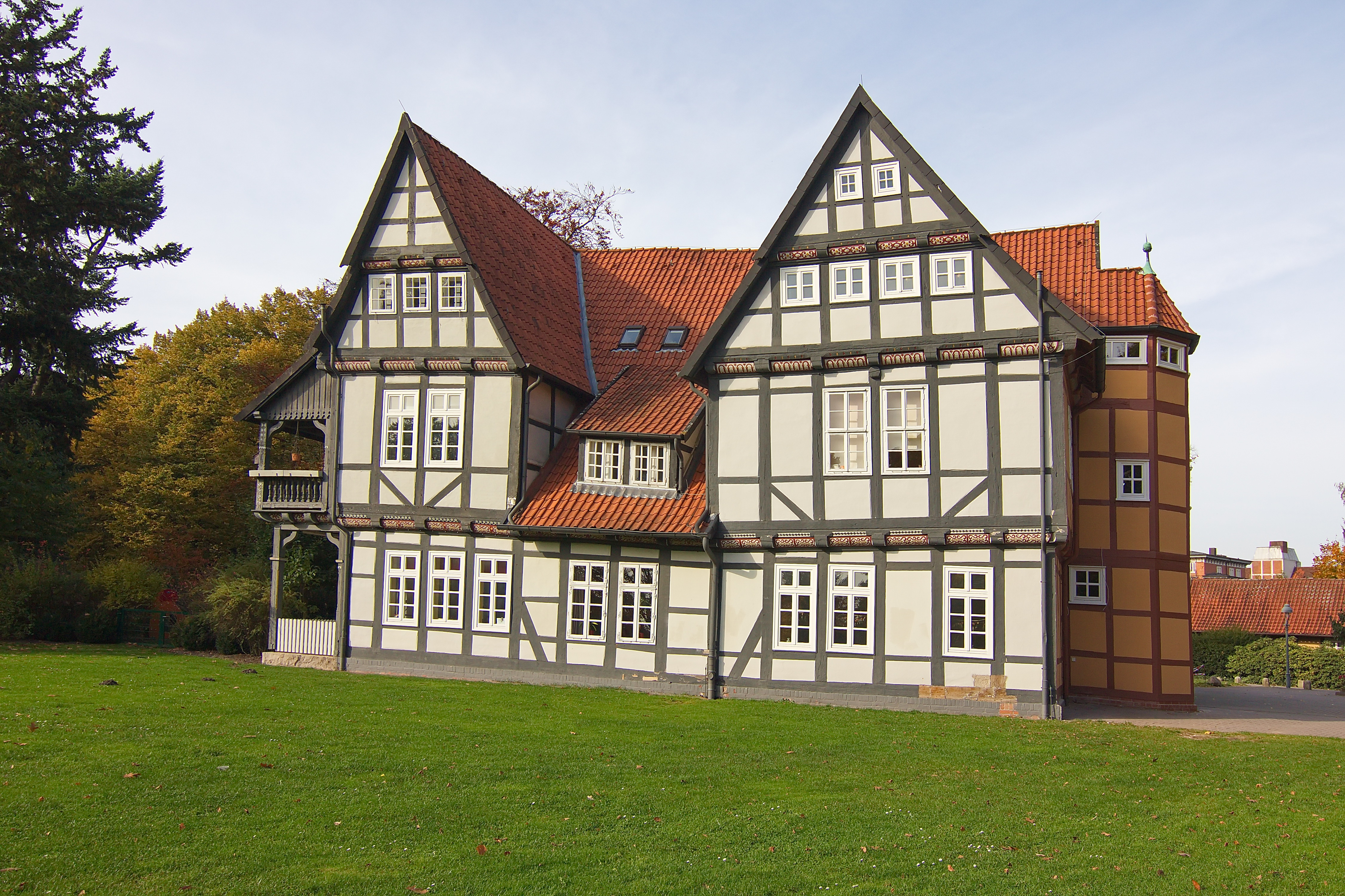
Das Renaissance-Schlösschen von 1611
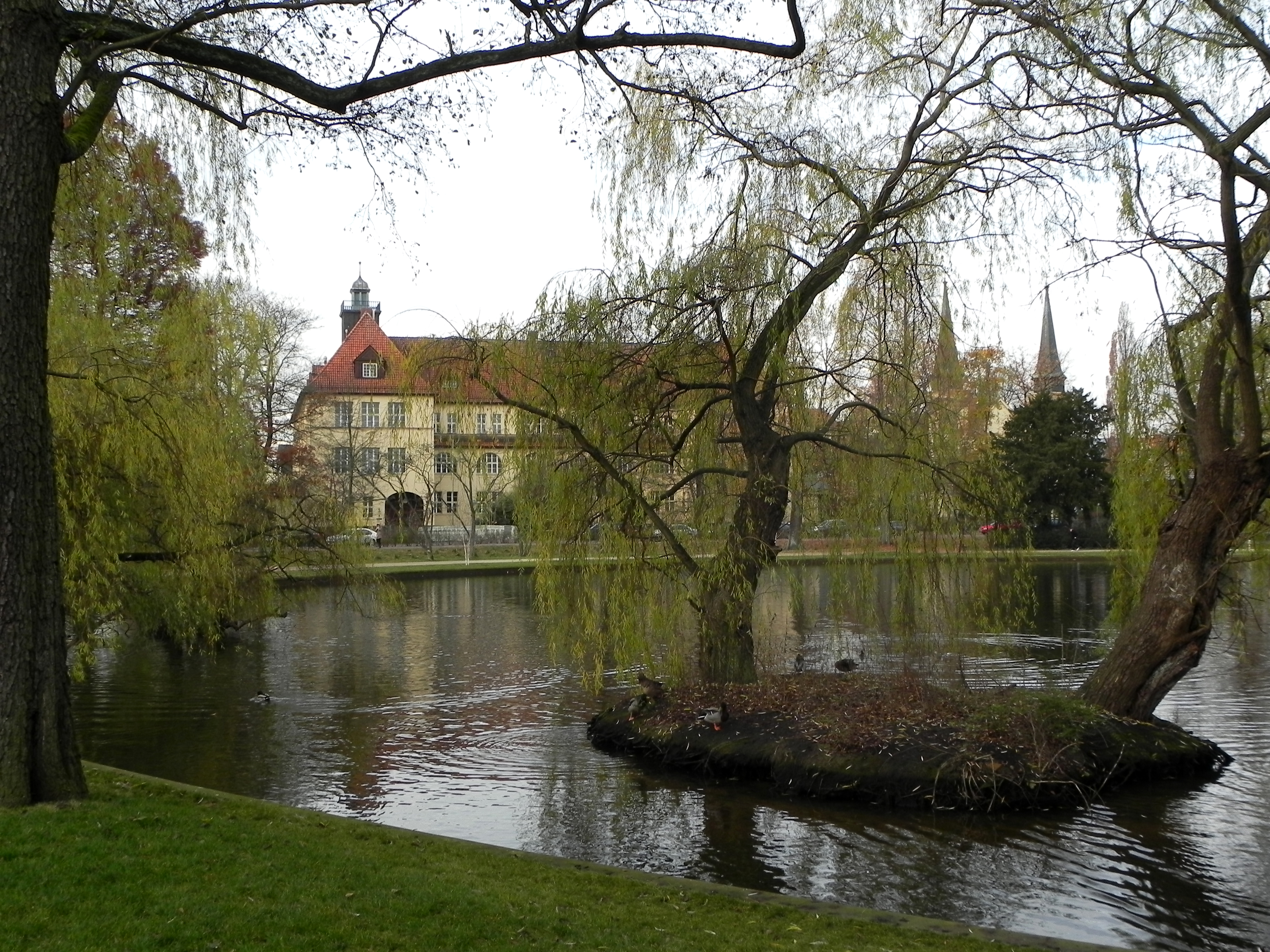
Teich (im Hintergrund das Kaiserin-Auguste-Viktoria-Gymnasium)
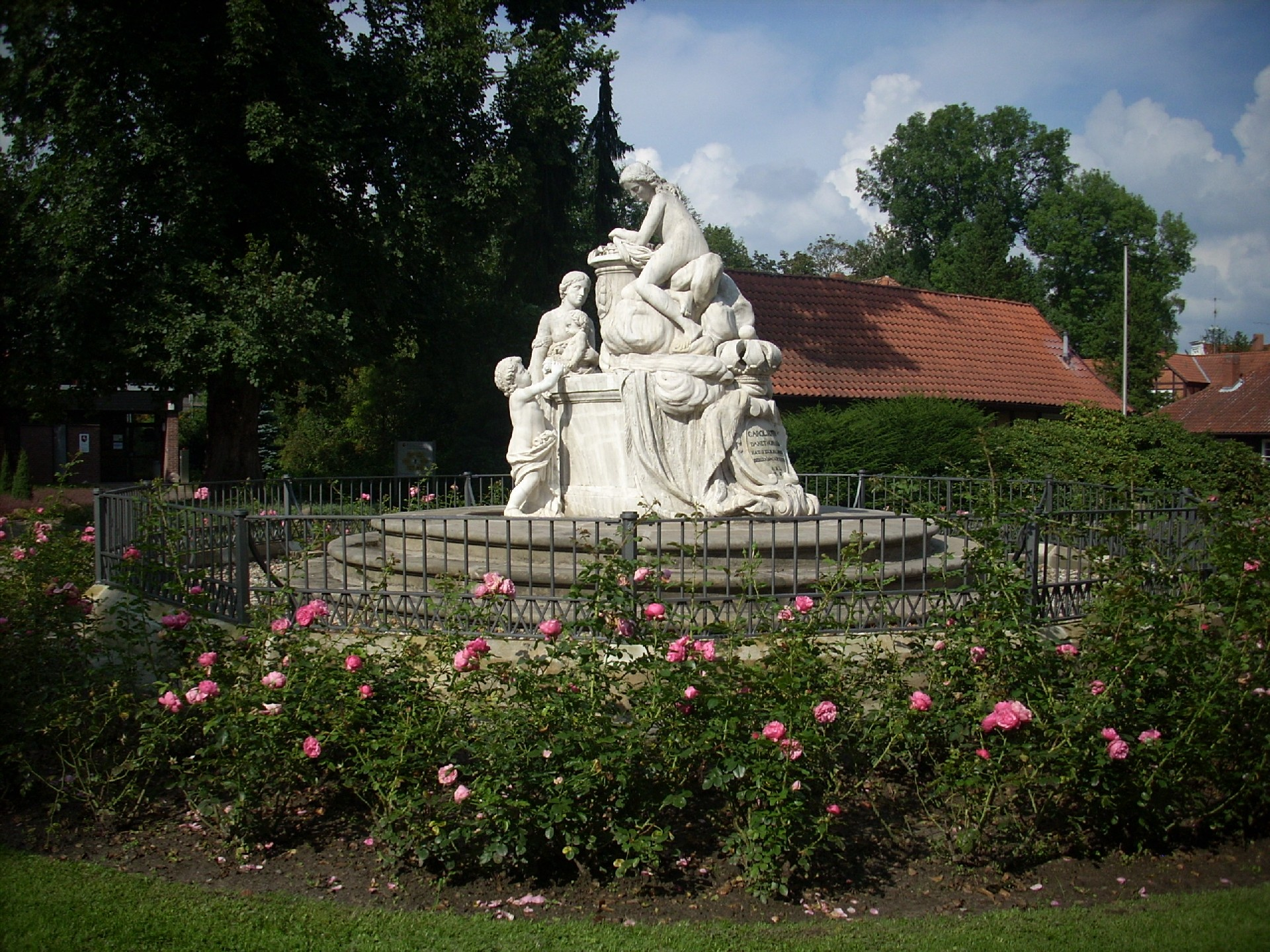
Caroline-Mathilde-Denkmal am Osteingang
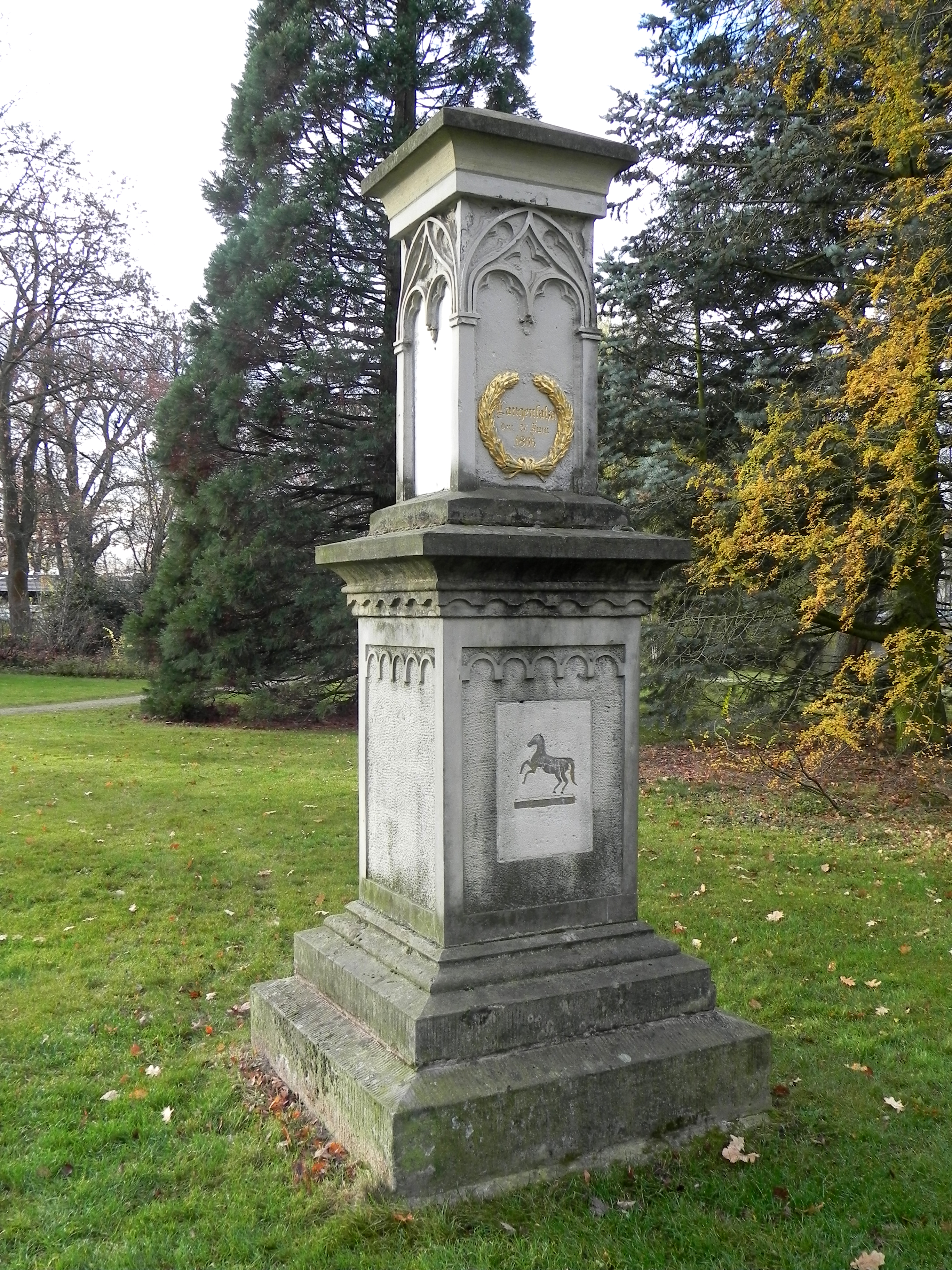
Denkmal zur Erinnerung an die Schlacht bei Langensalza
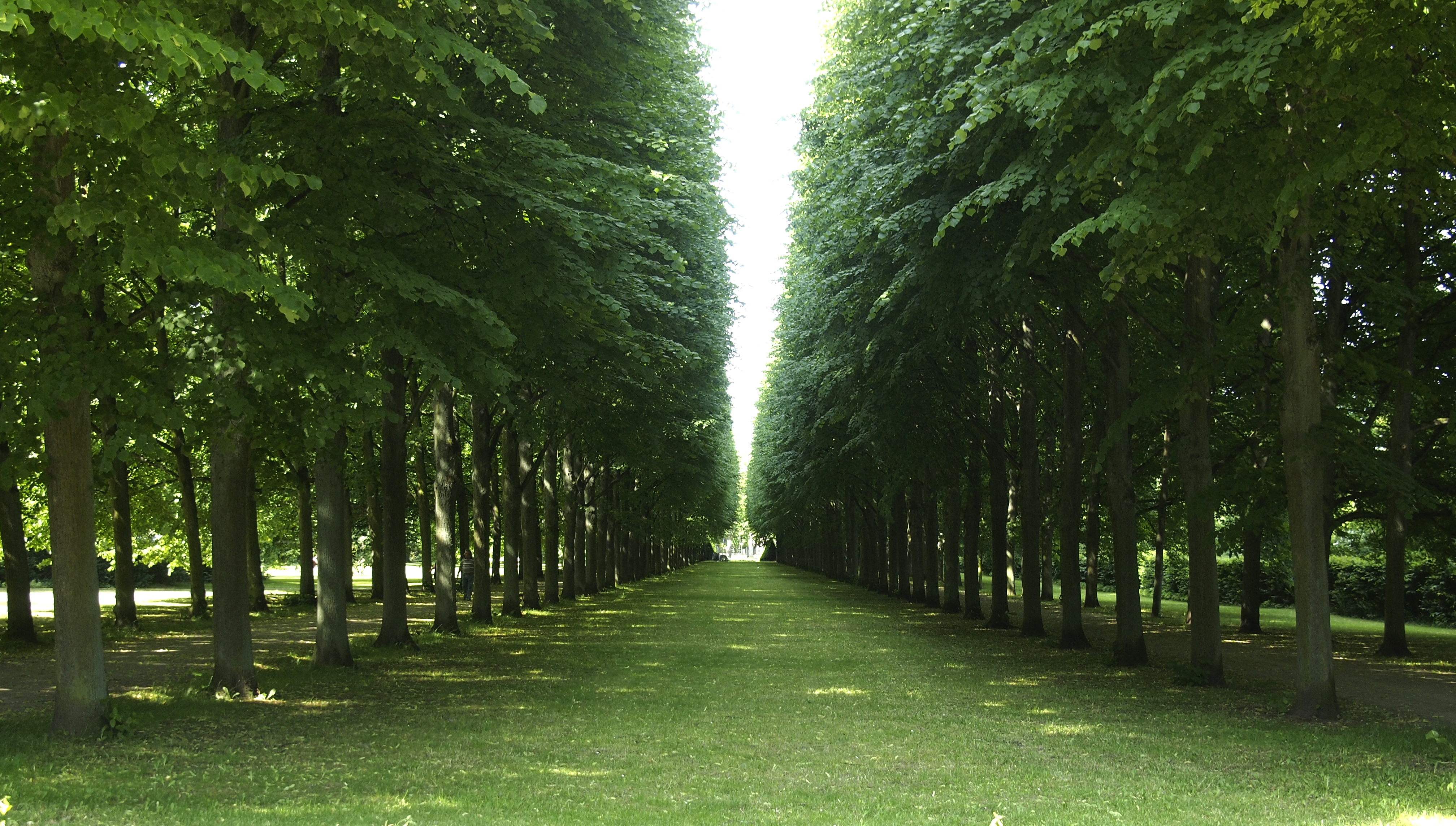
Herzogin-Eleonore-Allee (nach Eleonore d’Olbreuse), eine Lindenallee (1951–1953 erneuert)